# Síndrome pós-finasterida
A síndrome pós-finasterida (SPF) engloba reações adversas e persistentes no campo sexual, neurológico e físico em pacientes que fizeram uso do medicamento anti-androgênico finasterida. O remédio é um inibidor da enzima 5 alpha redutase usado no tratamento de calvície e da hiperplasia benigna da próstata. A SPF, condição considerada rara até o momento, pode persistir por meses, mesmo após a descontinuação do uso de finasterida.   A síndrome pode ocorrer tanto em indivíduos que usaram o medicamento por pouco tempo como nos que usaram por muitos anos. 

## Sintomas
Os sintomas da síndrome pós-finasterida são:
- Diminuição ou completa perda de libido
- Baixa ou nenhuma reação a estímulo sexual
- Disfunção erétil
- Perda de prazer no orgasmo ou completa ausência de sensação no orgasmo (anorgasmia)
- Perda de sensibilidade genital
- Diminuição do volume ejaculado, baixa qualidade do sêmen e infertilidade
- Encolhimento do pênis
- Curvatura do pênis (Doença de Peyronie)
- Dor nos testículos
- Diminuição do tamanho dos testículos
- Ginecomastia
- Fadiga crônica
- Fraqueza muscular, atrofia muscular e espasmos
- Dor nas articulações e músculos
- Pele seca
- Problemas de memória
- Pensamento lento, dificuldades de compreensão
- Depressão, incluindo pensamentos suicidas
- Transtornos de ansiedade, ataques de pânico
- Distanciamento emocional
- Insônia crônica
- Problemas oftalmológicos (fotofobia, visão turva e desfocada, ressecamento dos olhos)
- Surgimento de alergias e doenças autoimunes diversas (Mais comum são alergias alimentares como problemas com glúten e lactose)

Em muitos casos, os sintomas só aparecem ou pioram após a descontinuação do medicamento. 
Parte desses sintomas também tem sido observada de forma prolongada em pacientes que fizeram uso de algumas medicações antidepressivas, isotretinoína, anti-histamínicos, entre outros, todos com função inibidora no organismo.

## Frequência
A frequência em que ocorre a SPF é desconhecida, mas a incidência deve ser considerada baixa. No entanto, devido ao grande número de usuários de finasterida em todo o mundo, o número de casos certamente está na casa dos milhares. Após mudanças na bula na Europa, a FDA obrigou o fabricante a alterar a bula também nos Estados Unidos, em abril de 2012. A nova bula inclui uma advertência sobre a possibilidade da ocorrência de problemas de libido e ereção, problemas de ejaculação, disfunções de orgasmo e possível infertilidade que podem continuar, mesmo após a interrupção do uso da finasterida. Os médicos consideram que mais estudos sejam necessários para compreender os mecanismos da SPF.

## Causas
A forma como a finasterida provoca a síndrome em certos indivíduos ainda é desconhecida. A finasterida bloqueia a conversão de testosterona em dihidrotestosterona (DHT), mas também causa mudanças no nível de testosterona, LH e FSH. Além da biosíntese de DHT, a finasterida bloqueia a biosíntese de vários neuro esteróides como Alopregnanolona (ALLO) e Tetrahidroteoxicorticosterona (THDOC), que também são isoformas da enzima 5 alpha reductase. ALLO e THDOC são moduladores positivos (allosteric modulators) dos receptores de GABA-A, que tem o mesmo mecanismo de ação de drogas ansiolíticas, como os Benzodiazepínicos. Foi demonstrado que a finasterida inibe a biossíntese desses neuroesteróides, o que pode ser uma das causas para os sintomas emocionais e sexuais. No entanto, alguns sintomas, como a perda muscular, perda de pelos corporais e a própria permanência dos sintomas, mesmo muito tempo depois de a medicação ter sido descontinuada, não foram explicadas até o momento. Como alguns pacientes com SPF apresentam níveis normais ou altos de testosterona - apesar de, ao mesmo tempo, apresentarem quadro clínico completo de hipogonadismo - foi levantada a hipótese de que esses indivíduos tenham desenvolvido uma forma de resistência aos hormônios androgênicos.

## Tratamento
Ainda não existe um tratamento para a síndrome pós-finasterida. Os pacientes acometidos muitas vezes não reagem bem ao tratamento de reposição de testosterona e, em alguns casos, até apresentam reações adversas e agravamento dos sintomas. 